# 格奥尔基·绍宁
格奥尔基·斯捷潘诺维奇·绍宁（俄语：Георгий Степанович Шонин，1935年8月3日—1997年4月7日），苏联飞行员、宇航员，苏联空军中将，曾参与执行联盟6号宇航任务，担任指令长。

## 荣誉
- 蘇聯英雄荣誉称号（1969年10月22日）
- 苏联宇航员荣誉称号（1969年10月22日）
- 十月革命勋章（1990年12月30日）
- 劳动红旗勋章（1976年10月15日）
- 红星勋章（1961年6月17日）
- 拜科努尔荣誉市民（1977年）[2]